# Volotea

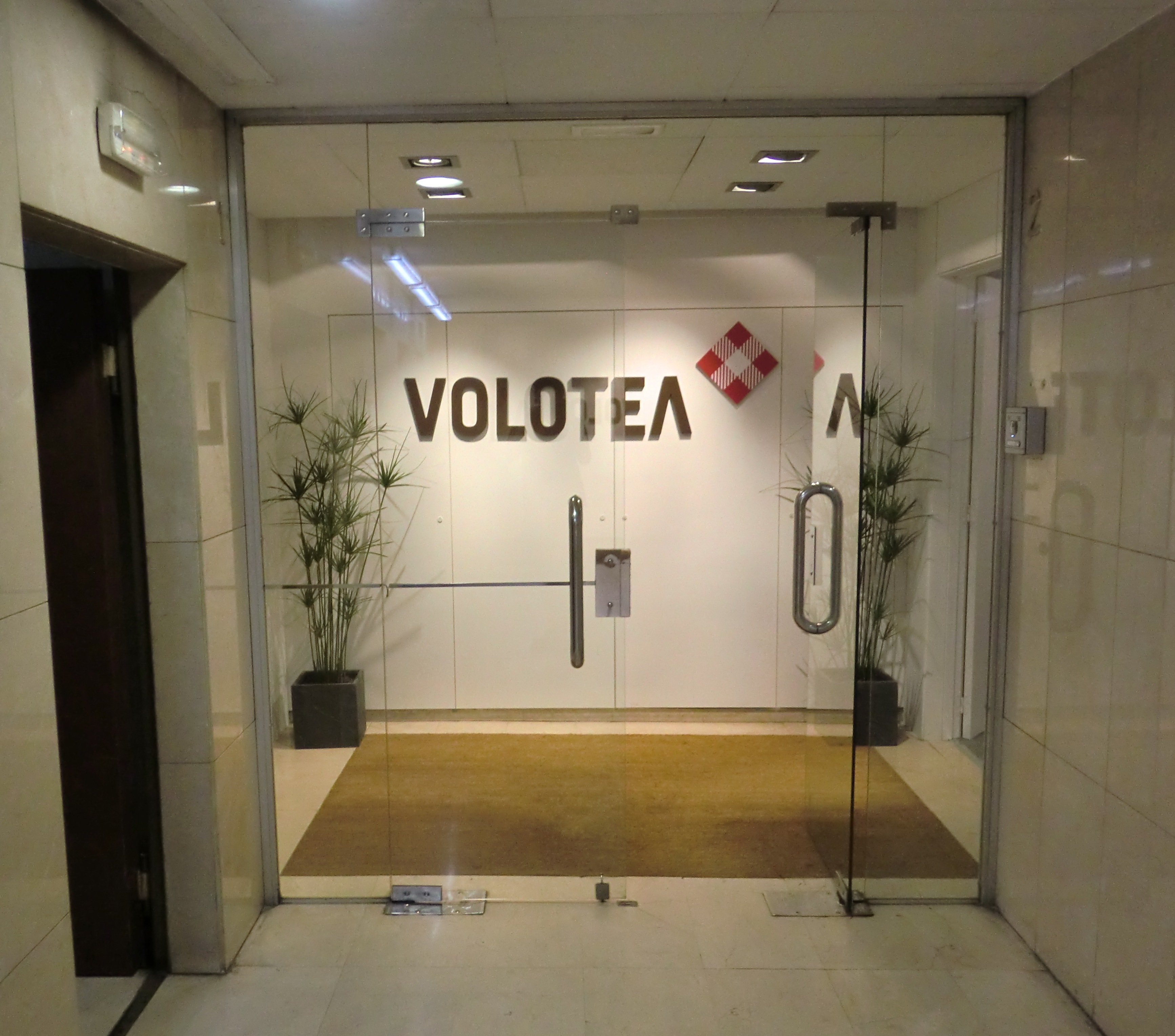
Seu de Volotea

Volotea és una aerolínia fundada pels creadors de Vueling, Carlos Muñoz i Lázaro Ros. El gener del 2012 es troba a punt d'obtenir el certificat d'operador aeri (AOC) per part de l'Agència Estatal de Seguretat Aèria d'Espanya.
La companyia està participada per tres firmes de capital de risc, dues d'elles europees i la tercera, dels Estats Units—CCMP Capital, el president de la qual, Greg Brenneman, també presideix Volotea. En el passat, Brenneman ja fou president i COO de Continental Airlines.
Volotea s'enlaira amb un capital de més de 30 milions d'euros i la seva flota està composta per avions Airbus A318, A319 i A320.
La companyia està especialitzada en connectar ciutats amb aeroports secundàris entre elles, amb vols regionals.